# San Lorenzo Huipulco
San Lorenzo Huipuilco es un Pueblo Originario de la alcaldía Tlalpan, en la ciudad de México, reconocido por el Consejo de Pueblos y Barrios Originarios de la Ciudad de México en el año 2016, y ante la Gaceta oficial del 17 de abril de 2017 de la Ciudad de México. después de 40 años de haber perdido su identidad como pueblo Originario al igual que sus pueblos hermanos: el Pueblo de San Agustín de las Cuevas,  y el Pueblo de Chimalcoyoc.

## Toponimia

### Huitzpolco
El origen del pueblo data de la época prehispánica. El nombre tradicional completo del náhuatl es: Huitzpu(o)lco, palabras de tres sílabas que se puede transcribir con dos glifos, ya que el sonido o sílaba final, terminación del lugar no se escribe, y significa: lugar en donde se destruyen las espinas sagradas de auto sacrificio. Dado a la difícil pronunciación, los españoles lo cambiaron a como actualmente aparece.

## Historia
El origen y la importancia de este pueblo, radica quizás en que era un punto estratégico para la entrada a los pueblos del sur, territorio que en algún tiempo según cuenta la historia, fue dominado por los viejos zapatistas cabe mencionar que desde la década de los 70 hasta mediados de los 1990, Huipulco era reconocido por la famosa glorieta de Zapata.